# Weteringstraat 17-19
Het pand Weteringstraat 17-19 is een gemeentelijk monument in Baarn in de provincie Utrecht.
Het gebouw werd in 1892 gebouwd als verenigingsgebouw van de hervormde kerk. Het gebouw stond in de tijd nog in een vlakte met weilanden. Nadien is het gebruikt als sanatorium en gymzaal. Ook was het in gebruik als opslagplaats voor de muisjes van De Ruijter.
Het woongedeelte is via een middenstuk verbonden met het bedrijfsgedeelte. In dit middenstuk zit een erker, in het bedrijfsgedeelte zijn twee grote deuren gemaakt.